# اولگا سداکوا
اولگا سداکوا (به انگلیسی: Olga Sedakova) (زادهٔ ۶ مارس ۱۹۷۲) شناگر اهل روسیه است.